# Municipio de Tlaltetela
El municipio de Tlaltetela viene del náhuatl que significa "lugar sobre las rocas", es un municipio localizado en la región de las Montañas del estado de Veracruz, México. Su cabecera municipal es la localidad de Tlaltetela, siendo esta el poblado más grande del municipio.

## Toponimia
Tlaltetela viene del náhuatl tlal-, tlalli = tierra, -te-, tetl = piedra y significa lugar sobre las rocas.

## Heráldica
El escudo del municipio tiene en la parte superior el nombre del mismo, y en la parte inferior la toponimia, cuatro separaciones en la parte de en medio, en cuya parte superior aparece un glifo de Huitzilapan (que significa barranca de los pescados), en la parte inferior el glifo de Tlaltetela, en la parte derecha dos plantas.

## Historia
En 1927 se forma un comité municipal de Tlaltetela, el que se anexa a la liga de comunidades agrarias del estado de Veracruz, para 1934 se eleva a municipio Axocuapan, con cabecera en Tlaltetela, en 1979 cambia de nombre del municipio al actual.
Tras el aumento de casos por la pandemia de COVID-19 en el municipio, el 12 de julio de 2020, se decretó un toque de queda, siendo esta, la primera cuarentena formal en el país.

## Geografía

### Ubicación
Localizado en la zona centro del estado, zona montañosa denominada las Montañas entre los paralelos 19° 12’ y 19° 23’ de latitud norte y los meridianos 96° 36’ y 97° 02’ de longitud oeste, con una altitud entre los  entre 100 y 1600 m.

### Límites
El territorio municipal limita al norte con Cosautlán de Carvajal, Teocelo, Coatepec y Jalcomulco, al este con Jalcomulco, Apazapan y Puente Nacional, al sur con Puente Nacional, Totutla, Tenampa, Totutla y Huatusco, al oeste con Huatusco, el estado de Puebla y los municipios de Ixhuacán de los Reyes y cosautlán de Carvajal.

### Orografía
Enclavado en las estribaciones de la sierra Madre Oriental, en la sierra de Chiconquiaco sobre rocas ígneas extrusivas del cuaternario, en lomerío de basalto, sobre áreas donde anteriormente había suelos leptosol y luvisol.

### Hidrografía
Por el territorio municipal transitan corrientes perennes como Los Pescados, Poxtla, Santa María, Tilapa, Tecomatla, Tlapala y Xopilapa, e algunas intermitentes como Actipan, El Zapotal, Ojo de Agua, Moyuaoan y Tlaltetela, pertenecientes a la subcuenca del río La Antigua, perteneciente a la cuenca del río Jamapa.

## Clima
El municipio cuenta con los climas cálido subhúmedo con lluvias en verano, de humedad media, semicálido húmedo con abundantes lluvias en verano, cálido subhúmedo con lluvias en verano de mayor humedad, semicálido húmedo con lluvias todo el año y cálido subhúmedo con lluvias en verano, de menor humedad.

## Flora y fauna
Con una flora típica del bosque templado caducifolio, cuenta con una fauna principalmente conformada por armadillo, mapache, tejón, zorro, comadreja, iguana, tilcampo, conejo, borrego cimarrón y catuza.

## Economía
En el municipio la principal actividad económica es la agricultura, seguida de la ganadería, como productos del campo se siembran y cosechan la caña de azúcar, el café y el limón, en cuanto al sector ganadero se cría el ganado bovino principalmente y pequeñas proporciones el ovino y porcino.

## Turismo
La barranca trujillas cuenta con unas pinturas rupestres a las cuales se les denominan los changos, en la comunidad de Amatitla se encuentra ubicada la cascada homónima.

## Gobierno y administración
El gobierno del municipio está a cargo de su Ayuntamiento, que es electo mediante voto universal, directo y secreto para un periodo de tres años que no son renovables para el periodo inmediato posterior pero sí de forma no continua. Está integrado por el presidente municipal, un síndico único y dos regidores, uno electo por mayoría relativa y otro por representación proporcional. Todos entran a ejercer su cargo el día 1 de enero del año siguiente a su elección.

### Subdivisión administrativa
Para su régimen interior, el municipio además de tener una cabecera y manzanas, se divide en rancherías y congregaciones, teniendo estas últimas como titulares a los subagentes y agentes municipales, que son electos mediante auscultación, consulta
ciudadana o voto secreto en procesos organizados por el Ayuntamiento. En el municipio cuenta con nueve agencias municipales y tres subagencias.

### Representación legislativa
Para la elección de diputados locales al Congreso de Veracruz y de diputados federales al Congreso de la Unión, el municipio se encuentra integrado en el Distrito electoral local XIII Coatepec con cabecera en la ciudad de Coatepec y el Distrito electoral federal XIII Huatusco con cabecera en la ciudad de Huatusco.